# Смета

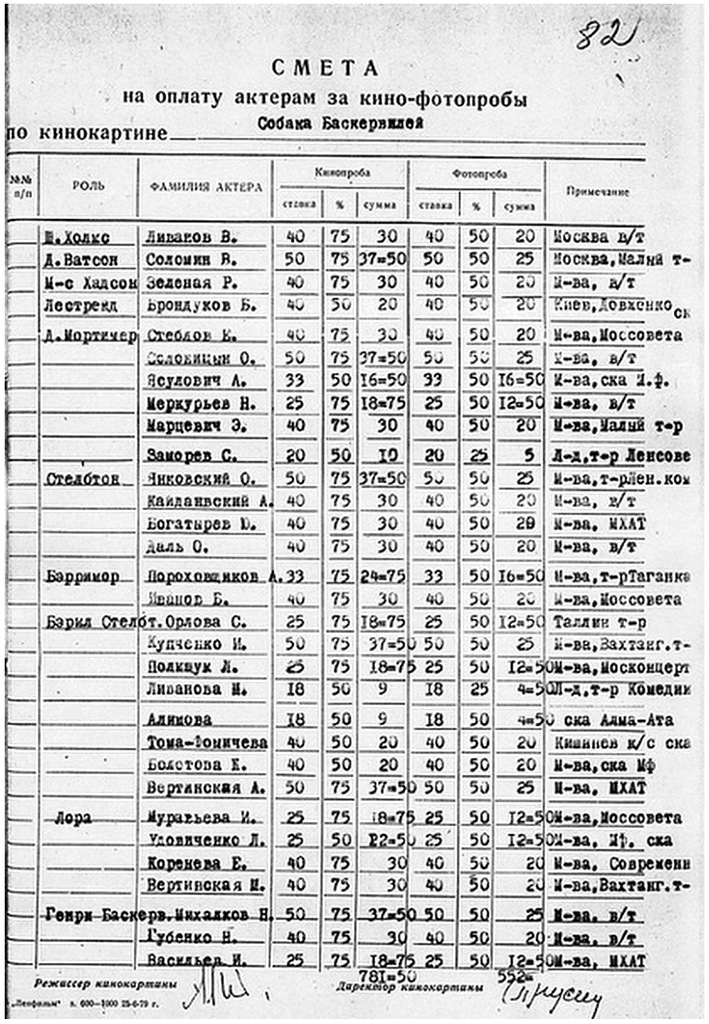
Смета кинопроб фильма Собака Баскервилей (СССР).

Сме́та — расчёт (план) предстоящих расходов на осуществление какой-либо деятельности. 
Существуют сметы на финансирование деятельности какого-либо предприятия, учреждения, на выполнение каких-либо работ (проектных, строительных, отделочных, ремонтных и тому подобное).
Сметный подход не учитывает график производства работ (производственную структуру). И сметы для больших и сложных производственных графиков отличаются очень сильной неточностью оценки себестоимости проекта (большим стандартным отклонением), изначально закладывая риск качеству проектов: содержанию проекта, стоимости проекта и своевременности исполнения проекта (см. управление проектами). Способ определения себестоимости проекта, а также себестоимости производственных ресурсов при учёте производственного графика называется калькулированием.
Смета затрат — полный расчет расходов предприятия на производство и реализацию продукции за определенный календарный период (год, квартал), составленный по экономическим элементам расходов.
Смета затрат составляется по типовым элементам: сырье и основные материалы, возвратные отходы (вычитаются); вспомогательные материалы, топливо и энергия со стороны; заработная плата основная и дополнительная; отчисления на социальное страхование, прочие  расходы.
Смета затрат рассчитывается путём прямого суммирования отдельных экономических элементов и смет комплексных расходов или смет отдельных подразделений предприятий; она исключает вторичный учёт продукции собственного изготовления для собственных производственных потребностей. В смете затрат учитываются затраты на изменение остатков незавершенного производства, капитальное строительство, капитальный ремонт и прочее.
Смета затрат позволяет определить общую потребность предприятия в денежных ресурсах, сумму материальных затрат, провести расчеты по балансу доходов и расходов предприятия на планируемый период.
Смета затрат и калькуляция себестоимости продукции тесно связаны между собой, содержат одни и те же затраты, но учитывают их по разным признакам. С помощью калькуляции определяется себестоимость единицы продукции, а по смете — себестоимость товарной и валовой продукции предприятия (см. также Себестоимость продукции).